# بأر متساوي التكهرب

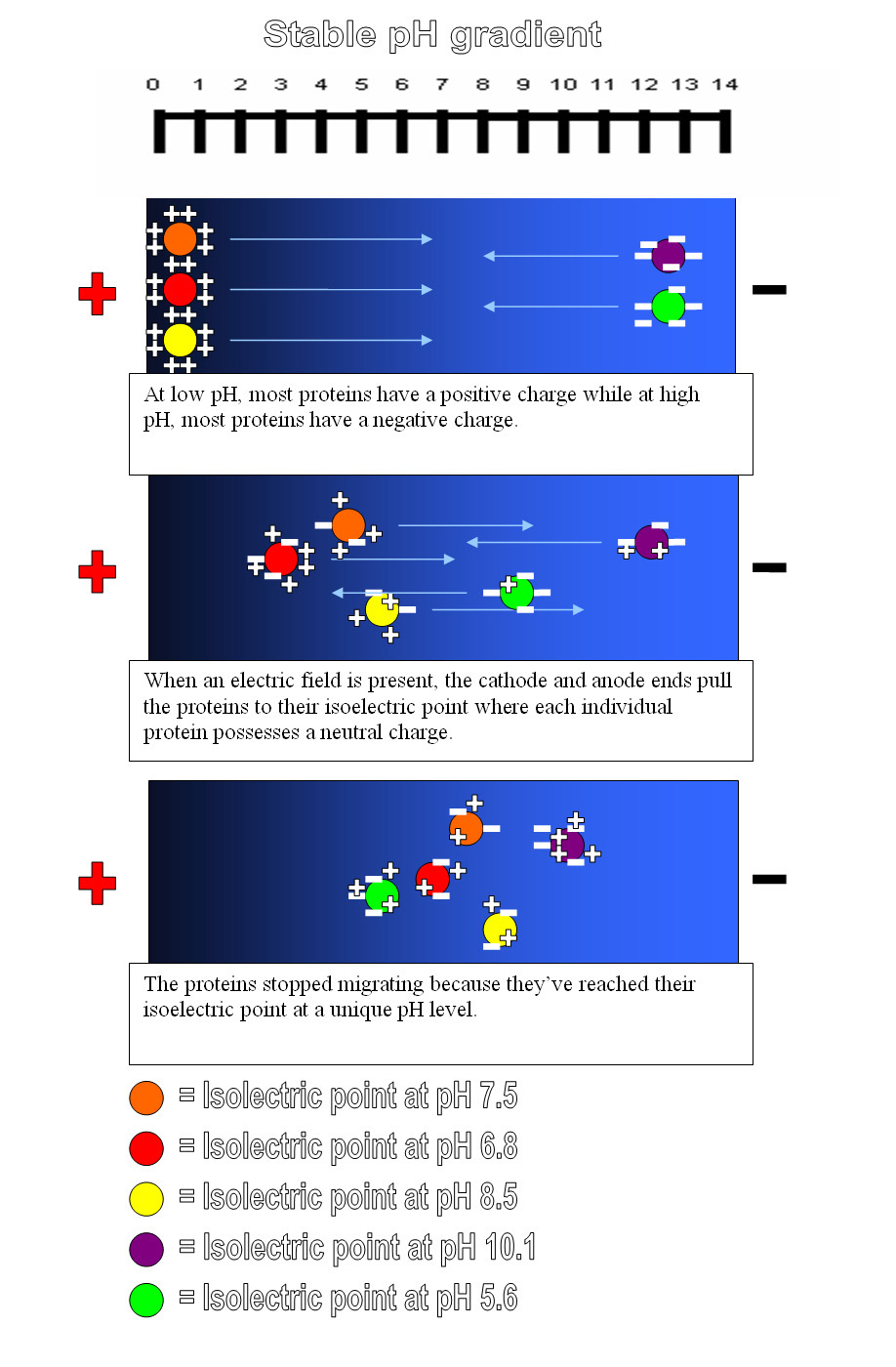
مُخطط للبأر المُتساوي التَكهرب

بَأْر مُتَساوِي التكَهْرُب أو تبئير متساوي الكهربية (بالإنجليزية: Isoelectric focusing)‏ أو (بالإنجليزية: electrofocusing)‏ وَيرمز له اختصاراً (IEF) وهي تقنية لِفصل الجُزيئات المُختلفه عن بَعضها البَعض اعتماداً على الاختلاف بينها في نقطة تَساوي الكَهربية ،وهيَ تعتبر نوع من الرَحلان الكَهربائي حيث تُجرى عادةً على البروتينات في هلام .